# Maxmilián Synek
Maxmilián Synek (1. června 1911 Lomnice nad Popelkou – 10. června 1978 Pardubice) byl český fotbalista, záložník a útočník. Je rekordmanem klubu SK Pardubice v počtu odehraných utkání v nejvyšší soutěži, celkem nastoupil v letech 1937 až 1946 ve 148 zápasech.

## Fotbalová kariéra
S fotbalem začínal ve svých 14 letech a v mládežnických týmech nastupoval jako brankář. V dorostenecké kategorii post mezi tyčemi opustil a začal nastupovat v útoku, nebo na levém kraji zálohy. V 18 letech naskočil do prvního týmu SK Pardubice a nastupoval po boku klubových legend, Eduarda Krčmy nebo Josefa Svobody. V letech 1932 až 1933 působil v SK Slaný a na Podkarpatské Rusi v klubu SK Železničáři Užhorod, poté se vrátil na východ Čech a strávil od roku 1933 zbytek kariéry v Pardubicích. Postoupil s klubem v roce 1937 do nejvyšší soutěže a jako jeden z mála hráčů se objevoval na hřišti ve všech osmi sezónách, ve kterých SK Pardubice v 1. lize působil. Nastoupil ve 148 utkáních, nevstřelil však žádnou branku. V klubu hrál i po jeho sestupu v sezóně 1945/46, na hřišti se objevoval až do svých 40 let. V roce 1949 působil jako trenér u týmu Sokol VČE Hradec Králové.

## Ligová bilance
| Ročník               | Zápasy | Góly | Klub         |
| -------------------- | ------ | ---- | ------------ |
| Státní liga 1937/38  | 21     | 0    | SK Pardubice |
| Státní liga 1938/39  | 18     | 0    | SK Pardubice |
| Národní liga 1939/40 | 19     | 0    | SK Pardubice |
| Národní liga 1940/41 | 17     | 0    | SK Pardubice |
| Národní liga 1941/42 | 21     | 0    | SK Pardubice |
| Národní liga 1942/43 | 20     | 0    | SK Pardubice |
| Národní liga 1943/44 | 21     | 0    | SK Pardubice |
| Státní liga 1945/46  | 11     | 0    | SK Pardubice |
| CELKEM               | 148    | 0    |              |